# Fliza

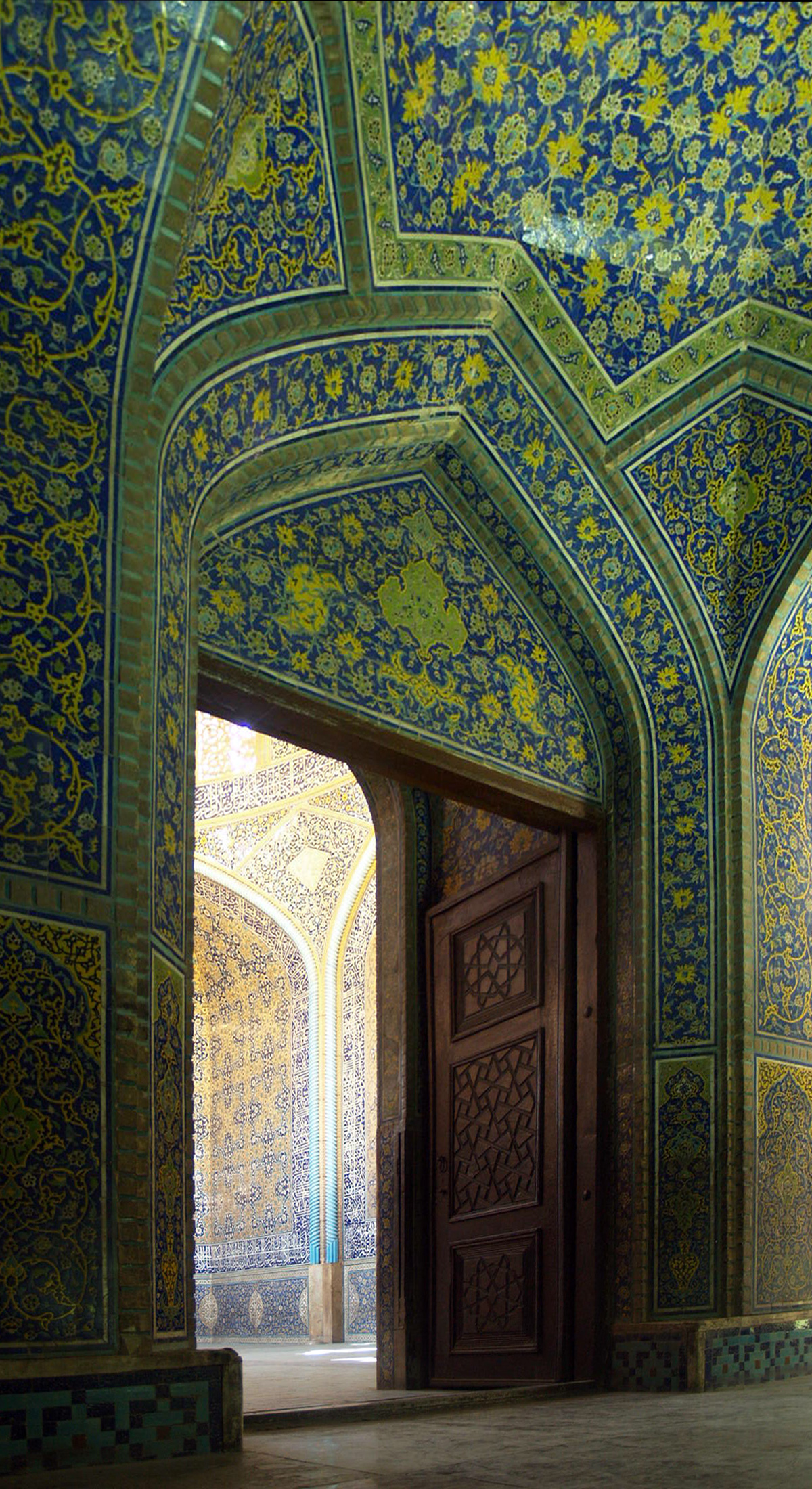
Meczet w Isfahanie

Fliza, fliz (l.m. flizy) – płyty do wykładania ścian i podłóg, kamienne, ceramiczne (glazurowane i nieglazurowane), szklane, z tworzyw sztucznych i innych.
Stosowane od czasów starożytnych w różnych epokach rozwoju architektury. Gładkie lub często zdobione dekoracją rytą, odciskaną lub malowaną o różnych motywach, tworząc w zespołach – zależnie od kształtu płyt i sposobu ich ułożenia – rozmaite kompozycje, pokrywające znaczne lub całe powierzchnie posadzek i ścian. Flizy układane są w szachownicę lub we wzory.

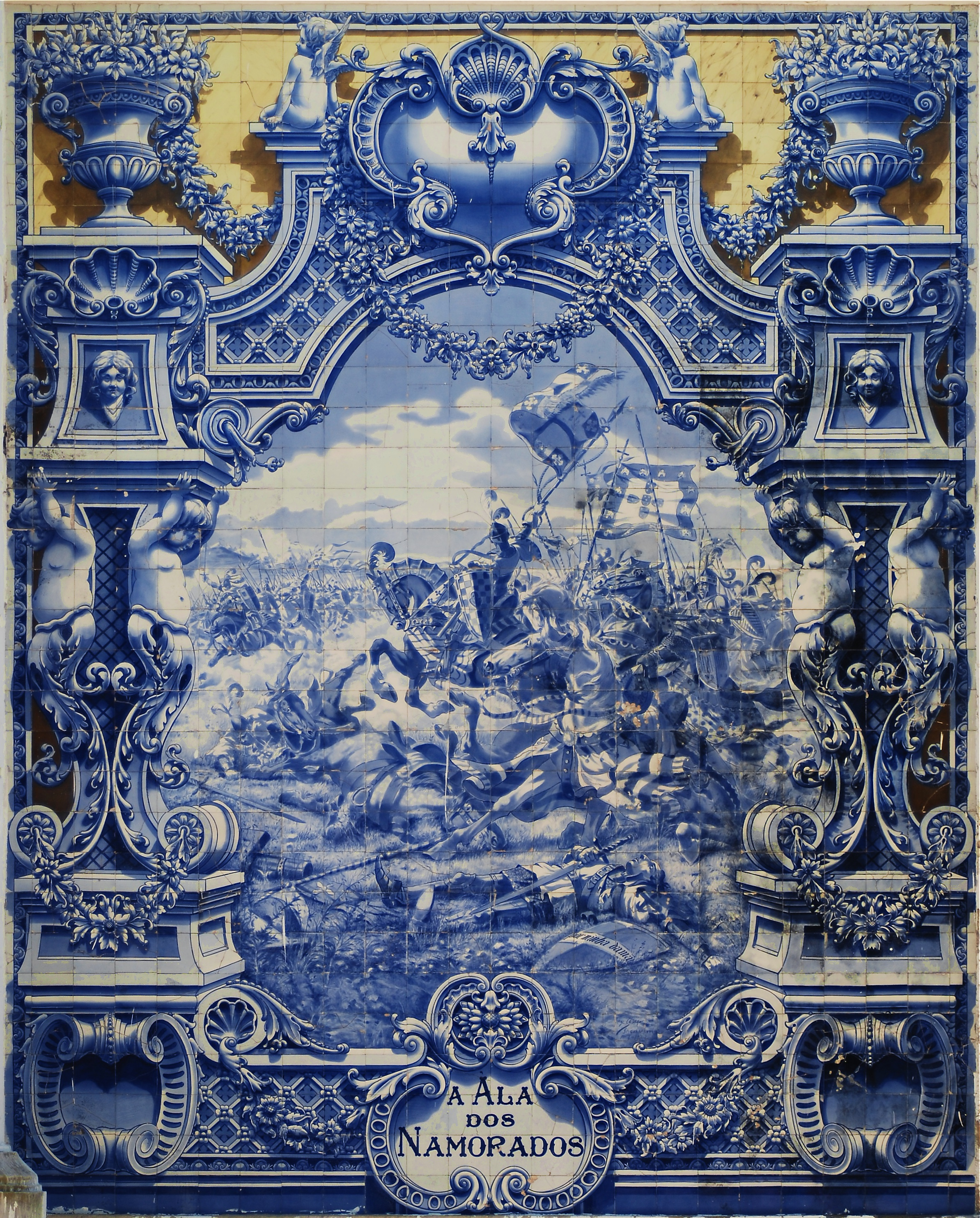
Jorge Colaço, mozaika, Bitwa pod Aljubarrota